# مانويل غارسيا (متدين)
مانويل غارسيا (بالإسبانية: Manuel García Gil )‏ (و. 1802 – 1881 م) هو متدين ‏، وكاهن كاثوليكي إسباني، ولد في لوغو، توفي في سرقسطة، عن عمر يناهز 79 عاماً.

## مناصب
تولى منصب كاردينال
- Roman Catholic Archbishop of Zaragoza  [لغات أخرى]‏
- Roman Catholic Bishop of Zaragoza ‏.